# Wayne Krantz
Wayne Krantz, född 26 juli 1956 i Corvallis, Oregon, är en amerikansk jazz fusion-gitarrist som har spelat med namn som Steely Dan, Michael Brecker och Billy Cobham, men även som soloartist.

## Diskografi
- 1990 – Signals
- 1995 – Long to Be Loose
- 1995 – 2 Drink Minimum (live)
- 1997 – Separate Cages (med Leni Stern)